# لاري ماي
لاري ماي (بالإنجليزية: Larry May)‏ (26 ديسمبر 1958 في المملكة المتحدة - ) هو لاعب كرة قدم بريطاني في مركز الدفاع. لعب مع برايتون أند هوف ألبيون وشيفيلد وينزداي وليستر سيتي ونادي بارنسلي ونيوإنغلند تي من ‏.

## وصلات خارجية
- لاري ماي على موقع قاعدة بيانات كرة القدم.إي يو (الإنجليزية)